# NGC 419
NGC 419 是杜鹃座的一個球狀星團。它距離地球约190,000光年。它于1826年9月2日由詹姆士·敦洛普所发现。詹姆士·敦洛普表示NGC 419“相当大、相当明亮、呈圆形、越往中間看NGC 419越亮”。它距离小麦哲伦星系约 186,000光年。